# گوبی‌قیف‌دندان‌سانان
گوبی‌قیف‌دندان‌سانان (نام علمی: Gobiconodonta) نام یک راسته از رده پستانداران است.